# Eleições municipais no Catar (2007)
As eleições municipais de 2007 no Catar realizaram-se no dia 1 de Abril de 2007.
Os cidadãos do Estado do Catar foram chamados às urnas para eleger o Conselho Municipal Central, uma câmara de 29 membros com poderes consultivos eleita a cada quatro anos. 
Têm direito a voto cidadãos nacionais, homens e mulheres, com mais de 18 anos, assim como residentes no país há mais de 10 anos. Estão registados nas listas cerca de 28.000 eleitores tendo o país uma população indígena de 174.000 cidadãos num total de 750.000 habitantes.
Concorreram 125 candidatos, incluindo 3 mulheres, disputando lugares por 29 círculos eleitorais distribuídos pelo país.
A afluência às urnas foi de 51.1%. 46,6% dos votantes foram mulheres.
Shaikha Al Jufairi foi a única mulher  a ganhar um lugar nas eleições para o Conselho Municipal Central, obtendo o mais alto número de votos entre os 125 candidatos. Shaikha, antiga membro do Conselho, obteve um número record de 800 votos e conseguiu ser reeleita pelo Distrito do Aeroporto. A afluência neste distrito foi a mais baixa do país, com apenas 28%.
Fora da cidade de Doha houve dois círculos eleitorais, Al Shamaliyya e Shamalque,  que registaram uma afluência de 80% de votantes.